# Sardasht
Sardasht (persiska: سردشت) är en stad i provinsen Västazarbaijan i nordvästra Iran. Folkmängden uppgår till cirka 50 000 invånare och staden är belägen sydväst om Urmiasjön på cirka 1 300 meters höjd över havet. Befolkningen är främst sunnimuslimska kurder och azerisk-turkiska folkslag.
Sardasht ligger nära gränsen mellan Iran och den autonoma kurdiska delen av Irak. Sardasht är den första staden i världen som bombades med kemiska vapen[källa behövs], av Saddam Hussein den 28 juni 1987, under Iran-Irak kriget.

## Namn
Vissa menar att namnet Sardasht kommer från "zartosh" som senare under arabisering ändrades till Sardasht. En annan förklaring är att staden ligger på ett fält nära sjön زاب